# 袁启彤
袁启彤（1932年5月—2023年3月9日），江苏省镇江市人，中华人民共和国政治人物。
袁启彤1953年2月加入中国共产党，历任中共福建三明市委书记，中共福州市委书记兼市人大常委会主任，1984年3月至7月曾任福州市代市长。1985年，担任中共福建省委常委。1990年，升任福建省委副书记。1993年，担任福建省第八届人大常委会副主任、代理主任。1997年，第九届人大常委会主任，2005年3月起离职休养。
2023年3月9日13时30分在福州逝世。